# Deltote mesoplaga
Deltote mesoplaga is een vlinder van de familie van de uilen (Noctuidae). De wetenschappelijke naam van deze soort is voor het eerst voorgesteld als Lithacodia mesoplaga door George Francis Hampson in een publicatie uit 1918.
De soort komt voor in Myanmar.